# Maurice Janin
Pour les articles homonymes, voir Janin.
Maurice Janin, né le 19 octobre 1862 à Paris et mort le 28 avril 1946 à Saint-Sébastien (Isère), est un général français ; il était chargé de la mission militaire française en Russie durant la Première Guerre mondiale et la guerre civile russe. Il fut également commandant en chef des armées tchécoslovaques en Russie et commandant en chef des troupes alliées en Russie.

## Début de carrière
Maurice Janin est un ancien élève de l'École spéciale militaire de Saint-Cyr.
Il est à plusieurs reprises en contact avec l'armée russe. En 1892, il effectue une mission de 45 jours en Russie. En 1893, il est attaché à la mission militaire russe en visite en France et devient plus tard diplômé de l'Académie militaire de Moscou. Lors de la visite du tsar à Paris du 3 au 10 octobre 1896, il est l'aide de camp de Nicolas II. Après être réaffecté à l’État-major français comme officier d’ordonnance du général Donop, il écrit en 1903 une étude sur la guerre russo-ottomane de 1877-1878 à destination du Deuxième bureau. Il est affecté l'année suivante dans cette structure. Du 1er octobre 1910 au 1er octobre 1911, Janin est envoyé en stage à l'Académie de Guerre impériale Nicolas pour un an à Saint-Pétersbourg.
Il participe aussi à plusieurs tournées officielles en Russie. En 1907, il assiste à des manœuvres militaires russes en Pologne, puis il participe à un séjour en 1912 en qualité d'instructeur à l'Académie militaire Saint-Nicolas de l'État-major-général (de Saint-Pétersbourg).

## Première Guerre mondiale en France
Au commencement de la Première Guerre mondiale, le colonel Janin est en poste au commandement du 66e régiment d'infanterie. Le 4 octobre 1914, il est muté au 32e régiment d’infanterie, puis le 22 octobre il prend le commandement par intérim de la 35e brigade d’infanterie. Il combat donc sur la Marne et l'Yser.
Le 20 avril 1915, il est promu général de brigade et il est affecté au GQG à Chantilly. Le 1 décembre, Janin devient major général du théâtre d'opérations du Nord-Est.

## Mission militaire en Russie
Le 19 avril 1916, le général Janin remplace le général Pau à la tête de la mission militaire française en Russie, auprès du commandant suprême des forces armées russes, le tsar Nicolas II, à Moguilev. Cette ville est alors le siège de la Stavka. Le général Janin fréquente à cette occasion l'Etat-Major russe et la cour impériale. Il rencontre des membres de la famille impériale, comme la tsarine Alexandra et le tsarévitch Alexis, ainsi que certains des plus hauts responsables militaires russes, comme les généraux Alexeïev et Gourko, mais aussi le tsar Nicolas II, trois personnages dont il est l'interlocuteur régulier.
En qualité de chef de la mission française en Russie, le général Janin était en contact régulier avec le général Berthelot, chef de la mission militaire française en Roumanie. Leur rôle était de renforcer le contact et l'action du GQG et du gouvernement français sur le front roumain. Le général Janin a parfois incarné le rôle d'intermédiaire entre le gouvernement roumain de Ion Brătianu et la Stavka.
L'officier français Raymond Noulens a commenté le journal du général Janin tenu lorsqu'il était chef de la mission militaire française en Russie de 1916 à 1917. Il juge son témoignage "direct et lucide", "en fin connaisseur des choses de la Russie. Ce journal est conservé depuis 1942 dans les fonds de l'Académie de Mâcon. Il est édité en 2015.
Le général Janin quitte la Russie le 7 novembre 1917, en parallèle de la révolution bolchévique.

## Commandant de la Légion tchécoslovaque
Le 24 août 1918, le maréchal Foch le nomme commandant en chef des forces alliées en Russie et lui assigne la mission d'embarquer les troupes tchèques, présentes sur le territoire russe, vers l'Europe. La Légion tchécoslovaque est alors composée d'environ 70 000 hommes (des anciens prisonniers de guerre tchèques et slovaques libérés par Kerensky après la révolution de Février) placés sous commandement français après un accord militaire entre le Conseil national tchécoslovaque et le gouvernement français. La question du rapatriement en Europe des forces tchécoslovaques devient, en juin 1918, le facteur déterminant de l'intervention alliée en Sibérie.
Winston Churchill nomme à la même période le major-général Knox (en) à la tête de la mission militaire britannique ; ce dernier agit quasi systématiquement de façon autonome sans consultation préalable de ses homologues alliés. Janin, qui prend son poste trop tardivement, ne contrôle en fait que le bataillon français et les forces tchécoslovaques. Lui et son adjoint, le général Štefánik, sont affectés à l'ouest du lac Baïkal ; la mission militaire française comprend deux cent cinq officiers et neuf cents soldats.
Le 18 novembre 1918, le Directoire issu de la coalition des gouvernements blancs d'Omsk et de Samara est liquidé par un coup d'État et remplacé par une dictature militaire. Sur proposition du conseil des ministres, l'amiral Koltchak est nommé chef suprême de toutes les Russies. Le 16 décembre 1918, le général Janin arrive à Omsk. En désaccord avec Koltchak, il démissionne de son poste de commandant en chef des forces alliées pour se consacrer au seul corps d’armée tchécoslovaque. Janin est alors convaincu que les Anglais ont installé Koltchak pour servir leurs intérêts. Dans son rapport du 19 décembre, il écrit, à propos du gouvernement d'Omsk, « un amiral d’un grand prestige l’a remplacé grâce à l’obligeance d’un Anglais qui a bien voulu lui tenir l’étrier. Mais sera-t-il meilleur cavalier ? Tout est là. ». Dès lors, les relations entre Koltchak et Janin ne cesseront de se détériorer, malgré l'intervention diplomatique de Paul Pelliot.
Au début de l'hiver 1919, les forces bolcheviques contre-attaquent et entament leur marche à l'est. Les armées blanches sibériennes, en désagrégation croissante, n'opposent qu'une faible résistance. Les Alliés, dont le général Janin, et les Blancs, ainsi que de nombreux civils, quittent Omsk et s'entassent dans des convois sur la ligne du Transsibérien. Le 14 novembre 1919, l'armée rouge entre à Omsk. Les relations entre Koltchak et les soldats tchécoslovaques, qui possèdent la maîtrise du chemin de fer et des gares, deviennent exécrables. Bientôt, le train du chef suprême se retrouve immobilisé à Nijneoudinsk puis à Glaskov, dans la banlieue d'Irkoutsk. Le 6 janvier 1920, Koltchak démissionne de son poste de chef suprême en faveur du général Dénikine et se place sous protection alliée.
Devenu incontrôlable, le corps d'armée tchécoslovaque soutient déjà depuis plusieurs mois les différents soulèvements socialistes-révolutionnaires qui ébranlent la Sibérie. Le 16 janvier, deux officiers tchèques montent dans le train de Koltchak et le livrent aux autorités locales formées de mencheviks et socialistes-révolutionnaires. Les Tchèques disent agir sur ordre de Janin. Koltchak est livré aux bolcheviks qui l'exécutent le 7 février. Au moment de l'arrestation de l'amiral Koltchak, le général Janin, ainsi que l'ensemble des commandements alliées, se trouvent à quelques centaines de kilomètres plus à l'est. Des protestations sont adressées à Janin, lequel affirme ne pas avoir eu les moyens d'empêcher le drame. Courant février, une déclaration du détachement tchèque présent à Irkoutsk justifie l'arrestation de l'amiral Koltchak : « Nous avons livré au Centre Politique l'amiral Koltchak […]. L'amiral Koltchak ne pouvait compter recevoir aucun asile auprès des Tchécoslovaques, contre lesquels il a commis un crime […] ».

## Démobilisation et retour en France
Lorsque la nouvelle de ce qui était arrivé à Irkoutsk atteint Paris, le gouvernement français le relève de son commandement et lui donne ordre de rentrer en France. Le général quitte Kharbine en avril 1920 emportant avec lui trois valises et un coffre contenant 311 reliques impériales, des documents et les dernières photographies de la famille impériale retenue prisonnière dans la villa Ipatiev. Ces pièces lui sont confiées par le général Dieterichs et Pierre Gilliard, témoin des derniers instants de Nicolas II et de sa famille.
À son retour en France, Maurice Janin est reçu à Paris au Ministère des Affaires Étrangères. Après avoir pris quelque temps de repos, il est affecté à un poste de moindre importance.

## Œuvre
- Le Monde slave - Au Q.G. russe , 1927, 2 volumes
- Ma mission en Sibérie 1918-1920, Payot, Paris, 1933
- En mission dans la Russie en guerre (1916-1917), Le journal inédit du général Janin, L'Harmattan, Paris, 2015.

## Filmographie
- Amiral (2008, Russie) film d'Andreï Kravtchouk avec Richard Bohringer dans le rôle du général Janin.